# 遠征3
遠征3是歷史上第三次到國際太空站的遠征隊。

## 成員
- 弗蘭克·庫爾伯特森（Frank Culbertson，NASA，曾執行3次飛行），指令長
- 米哈伊爾·秋林（Mikhail Tyurin，RSA，曾執行1次飛行），飛行工程師
- 弗拉基米爾·傑茹羅夫（Vladimir Dezhurov，RSA，曾執行2次飛行），飛行工程師